# Al-Hadi (Abbasside)
Pour les articles homonymes, voir Al-Hadi.
 (janvier 2020).
Abou Mouhammad Moussa ben Mouhammad al-Mahdi (en arabe : أبو محمد موسى بن محمد المهدي), connu sous le nom de règne (laqab) d'Al-Hadi (en arabe : الهادي), né en 764 à Ray et mort le 14 septembre 786 à Issabad, est le 4e calife de la dynastie des Abbassides. 
Il gouverne le califat de Bagdad de la mort de son père Al-Mahdi en 785 à la sienne, en 786. Son frère Haroun ar-Rachid lui succède.

## Histoire
Al-Hadi était l'aîné des fils du calife Al-Mahdî. Il avait été désigné comme successeur devant son frère Haroun qui était le préféré de leur mère Khaïzourane. Au moment de la mort de leur père, Al-Hadi était stationné à Gorgan pour combattre Sharvine (en), alors que son frère Haroun était à Bagdad. Haroun donna l'ordre de partir vers le Tabaristan pour remettre les insignes califales à al-Hadi. Les soldats de la garnison de Bagdad refusèrent de prêter allégeance (bay'a) à al-Hadi s'ils ne recevaient pas en échange deux ans de solde. Le grand vizir de la maison barmécide, Yahya, négocia et donna dix-huit mois de solde sur-le-champ. De retour à Bagdad le 31 août 785, al-Hadi sembla très satisfait des initiatives de Yahya.
D'autres versions mentionnent le fait que c'est Khaïzourane qui aurait œuvré pour maintenir le pouvoir aux mains de ses fils. Après l'accession au pouvoir d'al-Hadi, Khaïzourane a voulu continuer à exercer le pouvoir qu'elle détenait du temps d'Al-Mahdi. Al-Hadi essaya de se défaire de cette tutelle et interdit aux courtisans de rendre visite à sa mère. Il essaya même de l’empoisonner. Lorsqu'al-Hadi mourut, elle dit : « C'est ce que je désirais ». La tradition dit qu'al-Hadi commença à souffrir d'un abcès à l'estomac à Hdatta et qu'il en mourut trois jours plus tard à Issabad (où son père avait fait construire le palais de la Paix (ar)), dans la nuit du 14 au 15 septembre 786. D'autres disent qu'il est mort ivre étouffé par des esclaves payés par Khaïzourane.
C'est sous le règne d'al-Hadi que quatre lettrés athées (Abdallah ibn al-Muqaffa, Salih ibn Abd al-Quddus (ar), Abdallah ibn Obaïdallah et Abdallah ibn Daoud) auraient essayé d'écrire un livre aussi parfait que le Coran. Ayant échoué à produire un seul verset dans leur tentative, la thèse de l'inimitabilité et de la perfection littéraire du Coran s'est trouvé confortée.
Sous son règne l'hérésie (zandaqa) athée qui avait faibli du temps de Mahdi se développa à nouveau mais il mit un terme à sa publicité en faisant exécuter ses meneurs,. Il abandonna également la modération de son père (qui craignait la disparition de la descendance du Prophète) à l’endroit des Alides. Une révolte alide à Médine déboucha sur le massacre de Fakh (169/786).
D'autres révoltes eurent lieu en Égypte et en Irak au cours de son règne, mais la question principale resta celle de sa succession. Il tenta d'obtenir de Haroun, conseillé par Yahya al-Barmaki, qu’il renonçât à son droit sur le trône. Celui-ci ayant refusé, il fut jeté en prison, et menacé d'un sort bien pire quand, en 170/786, al-Hadi mourut soudainement, laissant une réputation de dirigeant énergique et brutal, jouisseur. Sa seule réalisation durable fut peut-être l'amélioration des services financiers de l'administration centrale (ar).